# Асланов, Фуад Эльхан оглы
Фуад Асла́нов (р. 28 июня 1976, Сумгаит, Азербайджанская ССР) — азербайджанский боксёр-любитель, призёр Олимпийских игр 2004 года.
В сентябре 2004 года указом президента Азербайджана был награжден медалью «Прогресс».
После завершения спортивной карьеры стал судьёй по боксу. Судил на Европейских играх 2015 года.